# Juchym Fessenko

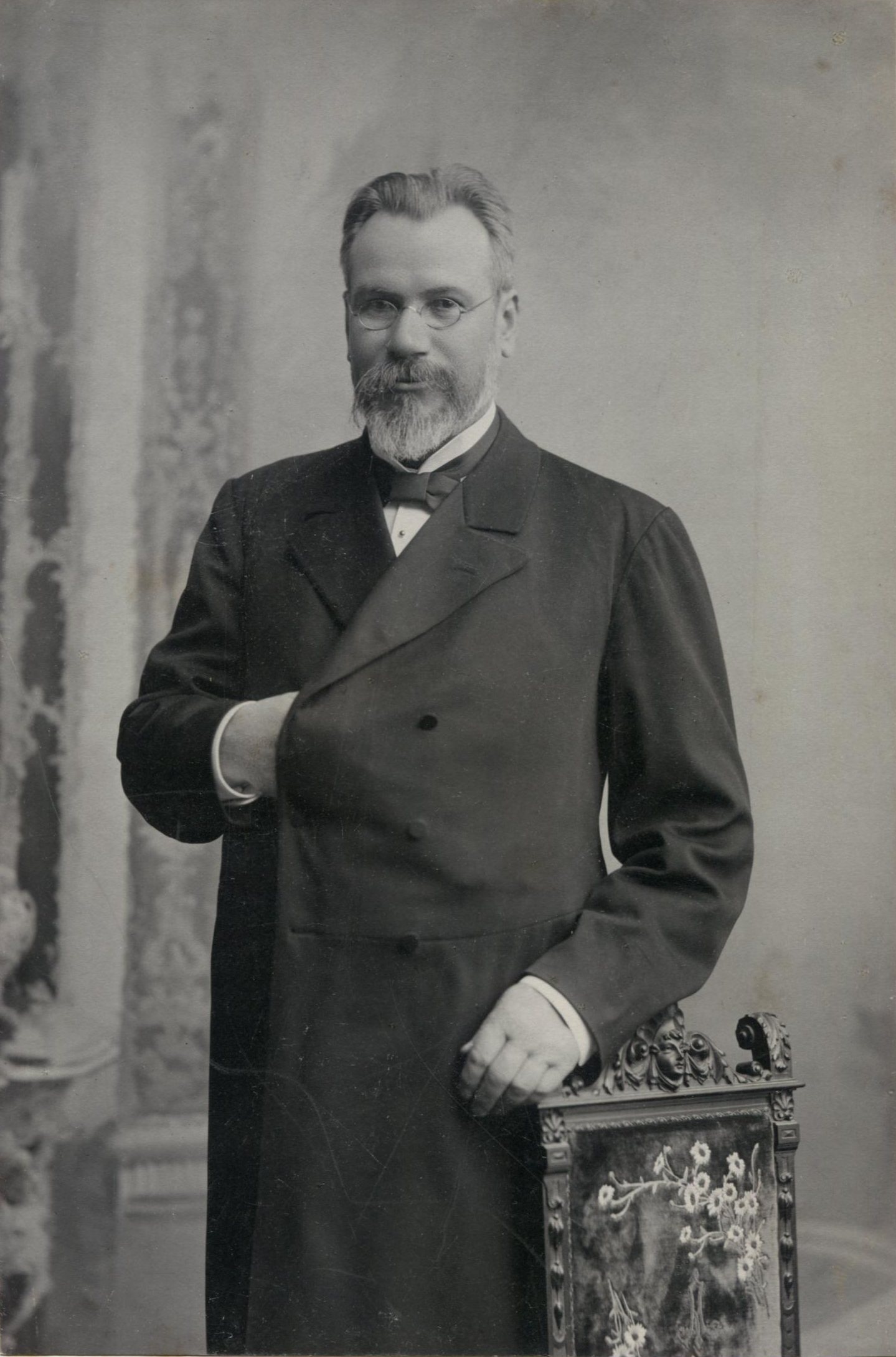
Juchym Fessenko, 1905

Juchym Iwanowytsch Fessenko (ukrainisch Юхим Іванович Фесенко; * 1. April 1850 in Holowenky, Gouvernement Tschernigow, Russisches Kaiserreich; † 17. Mai 1926) war ein ukrainischer Drucker und Verleger.

## Leben und Wirken

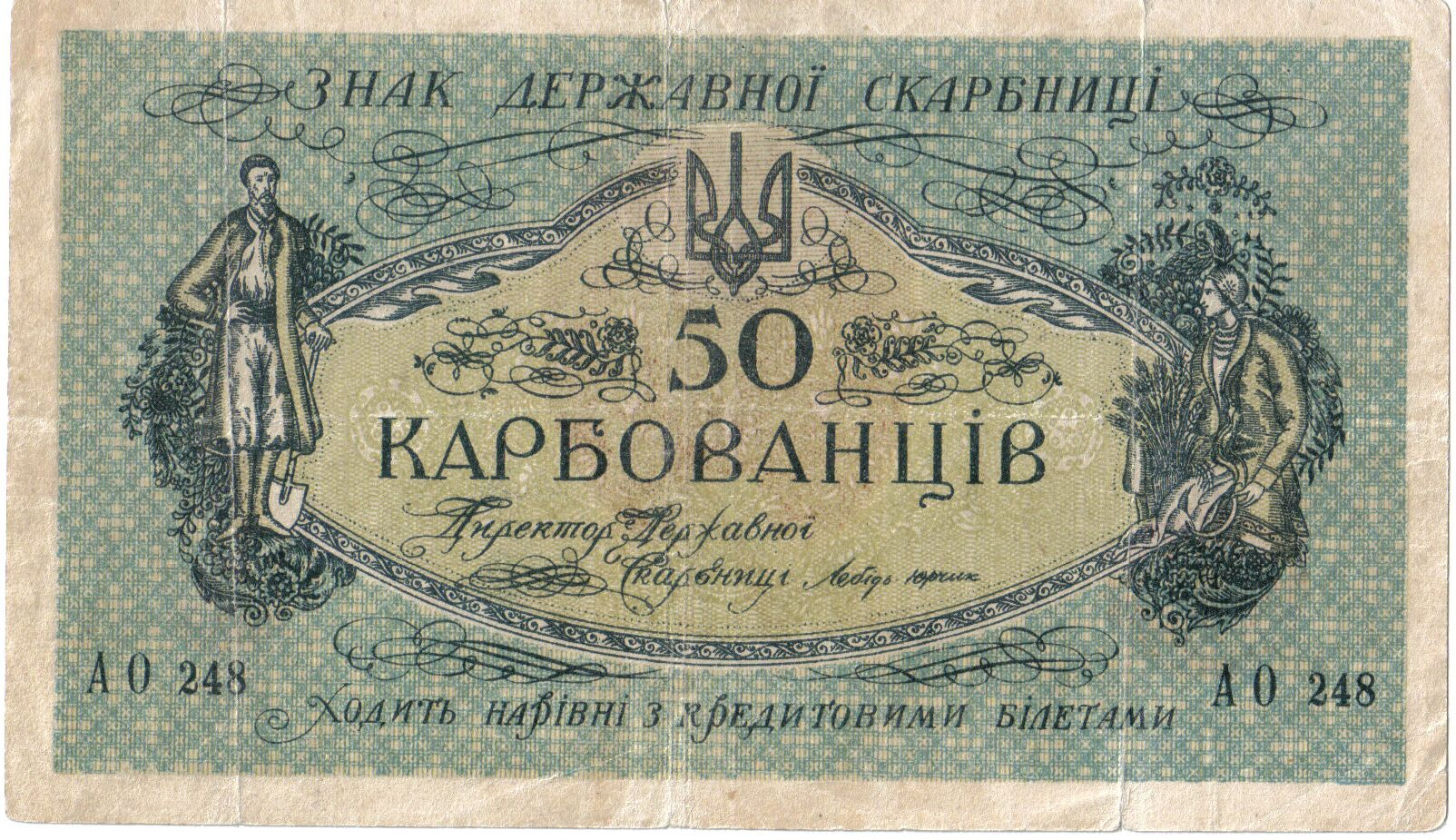
50-Karbowanez-Banknote, gedruckt in Drückerei Fessenko, 1918

Juchym Fessenko wurde in einer Kosakenfamilie im Dorf Holowenky geboren. Aufgrund finanzieller Schwierigkeiten der Familie zog er zunächst nach Nischyn, dann nach Kyjiw und ließ sich schließlich in Odesa nieder. Dort begann er eine Lehre in der Druckerei von Petro Frantsew und durchlief alle Stufen der typografischen Arbeit. Am 15. Dezember 1883 eröffnete Fessenko seine eigene Druckerei. Er war der erste Verleger im Russischen Reich, der einen standardisierten Achtstundentag für seine Angestellten einführte und soziale Unterstützung bot. Fessenkos Druckerei fertigte eine große Auswahl an Druckerzeugnissen, darunter Bücher, Postkarten und religiöse Ikonen.
Fessenko setzte sich für die Förderung der ukrainischen Sprache und Kultur ein und pflegte enge Freundschaften mit Mychajlo Komarow, Marko Kropywnyzkyj und Mykola Lyssenko. Obwohl das Emser Erlass des russischen Zaren Alexander II. die Veröffentlichung ukrainischer Literatur stark einschränkte, gelang es dem Verleger, zahlreiche Werke mit ukrainischem Inhalt zu drucken. Fesenko organisierte Reisen in verschiedene Bezirke der Ukraine, um Volkslieder aufzunehmen. Die Texte und Melodien wurden in Büchern mit Illustrationen von Amwrosij Schdacha veröffentlicht. Der Verlag publizierte unter anderem Werke von Mychajlo Komarow sowie von Taras Schewtschenko, Iwan Netschuj-Lewyzkyj und Oleksandr Konysskyj.
Während der Ukrainischen Volksrepublik erhielt Fessenko den Auftrag, staatliche Banknoten zu drucken. 1918 veröffentlichte er eine Sammlung von Werken prominenter ukrainischer Schriftsteller sowie ein ukrainisch-russisches Wörterbuch. Nach der Machtübernahme der Bolschewiki 1920 wurde die Druckerei verstaatlicht, wobei Fessenko zunächst als Direktor weiterarbeiten durfte.
Juchym Fessenko verstarb am 17. Mai 1920 und wurde auf dem Zweiten Christlichen Friedhof in Odessa beigesetzt.